# خریت فولهابر
خریت فولهابر (هلندی: Gerrit Faulhaber; ۲۲ سپتامبر ۱۹۱۲ – ۱۹۵۱) بازیکن فوتبال اهل اندونزی بود.
وی همچنین در تیم ملی فوتبال هند شرقی هلند بازی کرده‌است.